# Jogomulyan
Jogomulyan is een bestuurslaag in het regentschap Malang van de provincie Oost-Java, Indonesië. Jogomulyan telt 3677 inwoners (volkstelling 2010).